# Мальчик на побегушках
Мальчик на побегушках — мальчик, выполнявший различные поручения хозяина (обычно в торговом заведении). В частности, мальчик на побегушках доставлял товар покупателям.
В XIX веке в лавках в Санкт-Петербурге работало много выходцев из Ярославской губернии. Они начинали работать мальчиками на побегушках сразу по окончании сельской начальной школы. Мальчики получали примерно 4 рубля в год, жильё и еду им предоставлял хозяин. В 16–17 лет они становились подручными, затем могли дослужиться до приказчика или даже сами стать хозяевами.
В Лондоне, по данным переписи 1851 года, 45% работников мужского пола в возрасте 10-14 лет были мальчиками на побегушках, курьерами и носильщиками.